# Конзоласјон Мезонет
Конзоласјон Мезонет (фр. Consolation-Maisonnettes) насеље је и општина у источној Француској у региону Франш-Конте, у департману Ду која припада префектури Безансон.
По подацима из 2011. године у општини је живело 30 становника, а густина насељености је износила 6,96 становника/km². Општина се простире на површини од 4,31 km². Налази се на средњој надморској висини од 570 метара (максималној 880 m, а минималној 495 m).

## Демографија
| 1962. | 1968. | 1975. | 1982. | 1990. | 1999. | 2011. |
| ----- | ----- | ----- | ----- | ----- | ----- | ----- |
| 55    | 63    | 47    | 36    | 29    | 46    | 30    |

График промене броја становника у току последњих година